# 瑠璃の宝石
『瑠璃の宝石』（るりのほうせき）は、渋谷圭一郎による日本の漫画作品。『ハルタ』（KADOKAWA）にて、2019年より年6回ペースで連載中。主人公・谷川瑠璃が鉱物学を専攻する大学院生・荒砥凪に出会い、鉱物採集の世界に魅せられていく様を描いた作品。本作を原作とするテレビアニメが2025年7月より放送中。

## あらすじ
キラキラしたものが好きな女子高生・谷川瑠璃は、雑貨屋で見かけた水晶の結晶に心を奪われ、かつて祖父が水晶を採取していた山へ向かう。山道で偶然、鉱物学を専攻する大学院生・荒砥凪と出会い、彼女にペグマタイト鉱床を見せてもらう。それをきっかけに、瑠璃は凪の鉱物採集に同行するようになる。

## 登場人物
声の項はテレビアニメ版の声優。
谷川 瑠璃（たにがわ るり）
声 - 根本京里
本作の主人公で、キラキラしたものが好きな女子高生。凪によって鉱物採集の世界にのめり込んでゆく。
活発な性格だが、時にワガママで図々しい面を見せ、度が過ぎると凪に嗜められる場面もある。
荒砥 凪（あらと なぎ）
声 - 瀬戸麻沙美
鉱物学を専攻する大学院生。瑠璃に鉱物学の面白さを説く。
非常に懐が広く、瑠璃のワガママにも動じず優しく接するが、度が過ぎるときちんと叱る部分もある。
伊万里 曜子（いまり ようこ）
声 - 宮本侑芽
凪と同じ研究室に所属する大学4年生。大量の専門書を揃えており、古い情報をよく調べている。
ショートカットで眼鏡をかけている。
瀬戸 硝子（せと しょうこ）
声 - 林咲紀
瑠璃のクラスメイトの委員長。鉱物採集を趣味としており、研究者を志している。
笠丸 葵（かさまる あおい）
声 - 山田美鈴
瑠璃の幼馴染。登山を趣味としており、度々瑠璃たちの鉱物採集に同行する。

## 制作背景
作者の渋谷圭一郎は大学で鉱物学を専攻し、卒業後は高校の理科教員として勤務していた。本作の制作動機について渋谷は、鉱物採集に興味を持つ学生は多いものの、卒業して社会に出ると鉱物の世界から離れてしまうことが多いため、鉱物採集をより身近に感じてもらいたいと考えたことを挙げている。また、キャラクターを女性中心にした理由については、幅広い読者に楽しんでもらうためだと語っている。

## 書誌情報
- 渋谷圭一郎 『瑠璃の宝石』 KADOKAWA〈ハルタコミックス〉、既刊6巻（2025年7月15日現在）
  1. 2020年10月15日発行（同日発売[7]）、ISBN 978-4-04-736267-3
  2. 2021年8月12日発行（同日発売[8]）、ISBN 978-4-04-736615-2
  3. 2022年10月15日発行（同日発売[9]）、ISBN 978-4-04-737177-4
  4. 2023年8月12日発行（同日発売[10]）、ISBN 978-4-04-737637-3
  5. 2024年9月13日発行（同日発売[11]）、ISBN 978-4-04-737914-5
  6. 2025年7月15日発売[12]、ISBN 978-4-04-738113-1

また、2022年より繁体字中国語版が「琉璃的寶石」の題で尖端出版から発売されている。

## テレビアニメ
2024年9月11日にアニメ化が発表された。『お兄ちゃんはおしまい！』を手掛けた藤井慎吾が監督を、横手美智子がシリーズ構成を務める。2025年7月よりAT-Xほかにて放送中。

### スタッフ
- 原作 - 渋谷圭一郎（KADOKAWA「ハルタコミックス」刊）[1]
- 監督 - 藤井慎吾[1]
- 助監督 - 秋山泰彦[4]
- シリーズ構成 - 横手美智子[1]
- キャラクターデザイン - 藤井茉由[1]
- 総作画監督 - 藤井茉由、大田和寛[4]
- プロップデザイン - 二宮歩路、中井杏[4]
- 鉱物デザイン・鉱物作画監督 - CLUSELLER[4]
- キーアニメーター - 中井杏、内山玄基、二宮歩路、Rui2
- 美術監督 - 吉原俊一郎[4]
- 美術設定 - 藤井一志[4]
- 色彩設計 - 土居真紀子[4]
- 撮影監督 - 尾形拓哉[4]
- 編集 - 岡祐司[4]
- 音響監督 - 吉田光平[1]
- 音響効果 - 長谷川卓也[4]
- 音響制作 - ビットグルーヴプロモーション[4]
- 音楽 - 阿知波大輔、柳川和樹[1]
- 音楽制作 - アニプレックス
- 音楽プロデューサー - 山内真治
- チーフプロデューサー - 中山信宏、大澤信博
- プロデューサー - 藤本紀子、石脇剛、長嶺利江子、大和田智之、西前朱加、綾野佳菜子、三浦史、中村暢、畠山拓郎
- アニメーション制作プロデューサー - 大友寿也
- プロデュース - EGG FIRM[1]
- アニメーション制作 - スタジオバインド[1]
- 製作 - 「瑠璃の宝石」製作委員会[4]（アニプレックス、KADOKAWA、TOKYO MX、BS11、AT-X、フリュー、ムービック、ビットグルーヴプロモーション、EGG FIRM）

### 主題歌
「光のすみか」
安田レイによるオープニングテーマ。作詞は安田レイ、作曲は大濱健悟、編曲は玉井健二、南田健吾。
「サファイア」
Hana Hopeによるエンディングテーマ。作詞は矢野水音、作曲・編曲は宅見将典。

### 各話リスト
| 話数  | サブタイトル             | 脚本       | 絵コンテ     | 演出         | 作画監督                                              | 総作画監督        | 初放送日      |
| ----- | ------------------------ | ---------- | ------------ | ------------ | ----------------------------------------------------- | ----------------- | ------------- |
| 第1話 | はじめての鉱物採集       | 横手美智子 | 藤井慎吾     | 藤井慎吾     | 藤井茉由                                              | -                 | 2025年 7月6日 |
| 第2話 | 金色の価値               | 横手美智子 | 秋山泰彦     | 秋山泰彦     | 西谷衆平 村井奎太                                     | 藤井茉由 大田和寛 | 7月13日       |
| 第3話 | 残された恒星             | 横手美智子 | 石井章詠     | 石井章詠     | 内田百香 大原大 李嘉 二宮歩路 倉持彩乃 くまがぱんいち | 藤井茉由 大田和寛 | 7月20日       |
| 第4話 | 砂を繙く                 | 横手美智子 | つしまゆりか | つしまゆりか | 大田和寛                                              | 藤井茉由          | 7月27日       |
| 第5話 | 見える世界、見えざる世界 | 谷内直人   | 黒沢守       | みとん       | 紅谷希 後藤巧 車昊 杉薗真希 李嘉 RAI Yaya             | 藤井茉由 大田和寛 | 8月3日        |
| 第6話 | その青をみつめて         | 平見瞠     | 田中宏紀     | 田中宏紀     | 佐藤利幸                                              | 藤井茉由 大田和寛 | 8月10日       |
| 第7話 | 渚のリサイクル工房       | 藤井慎吾   | 澤真平       | 堀雅歩       | 内山玄基                                              | 藤井茉由          | 8月17日       |

### 放送局
| 放送期間        | 放送時間                     | 放送局         | 対象地域   | 備考                                            |
| --------------- | ---------------------------- | -------------- | ---------- | ----------------------------------------------- |
| 2025年7月6日 -  | 日曜 21:00 - 21:30           | AT-X           | 日本全域   | 製作参加 / CS放送 / 字幕放送 / リピート放送あり |
|                 | 日曜 21:30 - 22:00           | TOKYO MX       | 東京都     | 製作参加                                        |
|                 | 日曜 22:30 - 23:00           | BS11           | 日本全域   | 製作参加 / BS放送 / 『ANIME+』枠                |
| 2025年7月10日 - | 木曜 2:05 - 2:35（水曜深夜） | テレビ愛知     | 愛知県     |                                                 |
|                 | 木曜 2:45 - 3:15（水曜深夜） | 朝日放送テレビ | 近畿広域圏 | 『水曜アニメ〈水もん〉』第2部                   |

| 配信開始日    | 配信時間                   | 配信サイト | 備考         |
| ------------- | -------------------------- | --- | ------------ |
| 2025年7月6日  | 日曜 21:30 更新            | Prime Video | 見放題配信   |
| 2025年7月9日  | 水曜 12:00 更新            | dアニメストア （本店・ニコニコ支店・for Prime Video） FOD ABEMAプレミアム U-NEXT アニメ放題 バンダイチャンネル Hulu Lemino Netflix DMM TV アニメタイムズ AnimeFesta | 見放題配信   |
|               |                            | ニコニコチャンネル バンダイチャンネル TELASA J:COM STREAM milplus                                                                                                   | 都度課金配信 |
|               |                            | TVer | 無料配信     |
|               | 水曜 23:30 - 木曜 0:00     | ニコニコ生放送 | 無料配信     |
| 2025年7月10日 | 木曜 0:00（水曜深夜） 更新 | J:COM STREAM（見放題） milplus 見放題パックプライム TELASA（見放題プラン）                                                                                          | 見放題配信   |

### BD / DVD
| 巻 | 発売日             | 収録話          | 規格品番      | 規格品番      |
| 巻 | 発売日             | 収録話          | BD            | DVD           |
| -- | ------------------ | --------------- | ------------- | ------------- |
| 1  | 2025年10月8日予定  | 第1話 - 第2話   | ANZX-16901/2  | ANZB-16901/2  |
| 2  | 2025年11月12日予定 | 第3話 - 第4話   | ANZX-16903/4  | ANZB-16903/4  |
| 3  | 2025年12月3日予定  | 第5話 - 第7話   | ANZX-16905/6  | ANZB-16905/6  |
| 4  | 2026年1月7日予定   | 第8話 - 第10話  | ANZX-16907/8  | ANZB-16907/8  |
| 5  | 2026年2月4日予定   | 第11話 - 第13話 | ANZX-16909/10 | ANZB-16909/10 |

### Web番組
『日本のあちこちイッテ鉱！』がアニプレックスのYouTube公式チャンネルにて2025年7月2日から不定期で配信されている。

### Webラジオ
谷川瑠璃役の根本京里と伊万里曜子役の宮本侑芽がパーソナリティを務めるWebラジオ『瑠璃の宝石 ミネラルRadio』が音泉にて2025年7月7日から毎週月曜日に配信されている。